# Vrijeme neprekidnog rada
Vrijeme neprekidnog rada (eng. uptime) je pojam koji se odnosi na vrijeme kad sustav obavlja svoje primarne funkcije, odnosno mjera sustavskog(sistemskog) vremena tijekom kojeg uređaj nije ispadao iz rada. Pojam se obično rabi u svezi s telekomunikacijskim mrežama i poslužiteljima. 
Pojam koji označuje suprotno stanje je vrijeme nedostupnosti (eng. downtime).
 Često se rabi kao mjera pouzdanosti i/ili stabilnosti računalnih operacijskih sustava, u smislu da to vrijeme predstavlja vrijeme kad se računalo može ostaviti nenadziranim a da se pritom sustav ne uruši niti da ga se treba (ponovo) pokrenuti radi administrativnih ili zbog svrha održavanja. Ipak, dugo vrijeme neprekidnog rada ne mora značiti nešto dobro. Štaviše, može ukazivati na nemar i zapuštanje, jer na nekim platformama neka kritična ažuriranja i zakrpe baš zahtijevaju ponovno pokretanje (eng. reboot) sustava.
Inženjerstvo pouzdanosti (eng. reliability engineering), dostupnost, spašavanje podataka te nedostupnost su srodni pojmovi.
Dostupnost je udio u nekom vremenskom rasponu unutar kojeg je sustav dostupan ili je spojen u mrežu (online).

## Rekordi
2005. je godine Novell izvijestio o poslužitelju koji je 6 godina radio neprekidno. Iako ovo može zvučati neobično, ovo je zapravo uobičajeno kod poslužitelja kad ih se održava u industrijskom kontekstu i kad se udomljava kritične aplikacije kao što su one za bankovne sustave.